# Bacopa depressa
Bacopa depressa är en grobladsväxtart som först beskrevs av George Bentham, och fick sitt nu gällande namn av Johan Albert o Constantin Loefgren och Edwall. Bacopa depressa ingår i släktet tjockbladssläktet, och familjen grobladsväxter. Inga underarter finns listade i Catalogue of Life.